# 石川寛
石川 寛（いしかわ ひろし、1963年5月18日 - ）は、日本の映画監督・CMディレクター。

## 経歴
1963年5月18日、秋田県に生まれる。東京・仙台・秋田県大館で育つ。明治大学を中退。1990年、ティー・ワイ・オーに入社する。2000年に独立。2002年、『tokyo.sora』で映画監督デビューを果たす。2005年、『好きだ、』でニュー・モントリオール国際映画祭最優秀監督賞を受賞した。

## フィルモグラフィー

### 映画
- tokyo.sora（2002年） - 監督・編集・製作
- 好きだ、（2006年） - 監督・脚本・撮影・編集・製作
- ペタル ダンス（2013年） - 監督・脚本・編集

### オリジナルビデオ
- 堀北真希×黒木メイサ short film きみのゆびさき（2006年） - 監督・脚本・撮影

### コマーシャル
- 資生堂・マシェリ
- サントリー・ビタミンウォーター
- トヨタ・GOAください
- 旭硝子・硝子のストーリー